# دیوید زلاگ گودمن
دیوید زلاگ گودمن (انگلیسی: David Zelag Goodman؛ ۱۵ ژانویهٔ ۱۹۳۰ – ۲۶ سپتامبر ۲۰۱۱) نمایشنامه‌نویس و فیلم‌نامه‌نویس یهودی اهل ایالات متحده آمریکا بود.
از فیلم‌ها یا مجموعه‌های تلویزیونی که وی در آن‌ها نقش داشته‌است، می‌توان به سگ‌های پوشالی اشاره نمود.